# Kanton Guerlédan
Guerlédan ( tot 2021 kanton Mûr-de-Bretagne) is een kanton van het Franse departement Côtes-d'Armor.
Het kanton maakte deel uit van het arrondissement Loudéac tot dat op 10 september 1926 werd opgeheven en het werd ingedeeld bij het Saint-Brieuc.
Door het decreet van 24 februari 2021 werd de naam van het kanton aangepast aan de gewijzigde naam van zijn hoofdplaats.

## Gemeenten
Het kanton Mûr-de-Bretagne omvatte tot 2014 de volgende 5 gemeenten:
- Caurel
- Mûr-de-Bretagne (hoofdplaats)
- Saint-Connec
- Saint-Gilles-Vieux-Marché
- Saint-Guen

Na toepassing van het decreet van 13 februari 2014, met uitwerking op 22 maart 2015 omvatte het 24 gemeenten. 
Na de fusie:
 op 1 januari 2017 van de gemeenten Mûr-de-Bretagne en Saint-Guen tot de fusiegemeente (commune nouvelle) Guerlédan en 
 op 1 januari 2019 van de gemeenten Langast en Plouguenast tot de fusiegemeente Plouguenast-Langast 
is dit vanaf 2017 herleid tot volgende 22 gemeenten:
- Allineuc
- Caurel
- Corlay
- Gausson
- Grâce-Uzel
- Le Haut-Corlay
- Hémonstoir
- Merléac
- La Motte
- Guerlédan (hoofdplaats)
- Plouguenast-Langast
- Plussulien
- Le Quillio
- Saint-Caradec
- Saint-Connec
- Saint-Gilles-Vieux-Marché
- Saint-Hervé
- Saint-Martin-des-Prés
- Saint-Mayeux
- Saint-Thélo
- Trévé
- Uzel